# Berthold Beitz

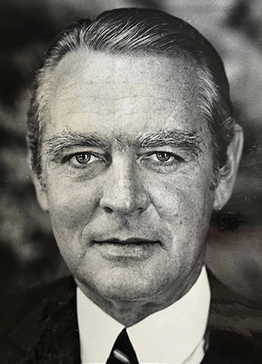
Berthold Beitz en 1963.

Berthold Beitz (Bentzin, 26 de septiembre de 1913-Kampen, 30 de julio de 2013) fue un empresario alemán, reconocido por Israel como Justo entre las Naciones.

## Biografía
Comenzó trabajando de adolescente como aprendiz en un banco de Hamburgo, hasta que fue contratado por una empresa petrolera. La empresa lo trasladó como director de operaciones a Polonia tras la invasión del país por la Alemania Nazi. Beitz marchó con su esposa y terminó bajo las órdenes del alto mando de la Wehrmacht. Al finalizar la guerra y regresar a Alemania conoció a  Alfried Krupp, miembro de la conocida familia Krupp, que le propuso reflotar su industria y Beitz se puso manos a la obra en una planta en Essen. Al tiempo que Krupp se enfrentaba al juicio que lo condenaría por crímenes contra la humanidad por usar mano de obra esclava en la Alemania Nazi, Beitz se dispuso a reflotar el imperio de la industria pesada de la familia, la ThyssenKrupp, depurando el pasado nazi de la empresa y poniendo en práctica su modelo social de negocio. En 1968, a la muerte de Alfried Krupp, quedó al mando de la Fundación Krupp y en la alta dirección de la industria pesada alemana.
En 2008, en una entrevista al diario alemán Süddeutsche Zeitung, se supo que Berthold Beitz había sido reconocido por Israel como Justo entre las Naciones, el más alto honor que concede el país a quienes, no siendo judíos, ayudaron a mitigar el Holocausto de la Alemania Nazi. Beitz y su esposa quedaron horrorizados ante las atrocidades de las Schutzstaffel (SS) para con los judíos a su llegada a Polonia en 1940. Utilizando su propia vivienda, consiguieron salvar la vida de más de 1.500 judíos, algunos de ellos cuando ya eran transportados a los campos de concentración y exterminio. Preguntado por su silencio sobre el hecho, señaló: «¿Por qué tendría que hablar sobre mi tiempo en Polonia? ¿Solo para elogiarme a mí mismo?».